# Malezonotus arcuatus
Malezonotus arcuatus är en insektsart som beskrevs av Ashlock 1958. Malezonotus arcuatus ingår i släktet Malezonotus och familjen Rhyparochromidae. Inga underarter finns listade i Catalogue of Life.